# Schriftart
Als Schriftart (englisch typeface) bezeichnet man in der Typografie die grafische Gestaltung der Zeichen einer Satzschrift. Eine Schriftart besteht aus einem Satz von Glyphen, die in einer für die jeweilige Schriftart charakteristischen Weise gestaltet sind. Bekannte Beispiele für Schriftarten sind etwa Helvetica, Frutiger oder Univers.

## Verwandte Begriffe

Die Schriftart Helvetica Neue in verschiedenen Schriftstärken als Beispiel für Schriftschnitte

- Die von Schriftenherstellern mit Hilfe von Softwareprogrammen (sogenannten Schrifteditoren) gestalteten Zeichensätze werden als Fonts bezeichnet. Allerdings gehören zu den Fonts häufig nicht nur Schriftzeichen, sondern auch andere Zeichen. Symbol-Fonts bestehen sogar ausschließlich aus Zeichen, die man traditionell nicht zu den Schriftzeichen rechnet.
- Schriftmerkmale wie „fett“, „schmal“ oder „kursiv“ sind keine Schriftarten, sondern Schriftschnitte. Im Blick auf die Verwendung solcher Schriftschnitte bei der Gestaltung von Texten spricht man von Schriftauszeichnung.
- Eine Schriftfamilie besteht aus der Gesamtheit der Schriftschnitte einer Schriftart.
- Eine Schriftklasse ist eine Gruppe verwandter Schriftarten mit gemeinsamen Merkmalen. In der Norm DIN 16518 werden elf Schriftklassen definiert.
- Mit einem „Schrifttyp“ kann eine Schriftart gemeint sein. Die Bezeichnung ist jedoch unpräzise. Sie kann sich auch auf eine Gruppe von ähnlichen Schriftarten beziehen, ferner auch auf die Unterscheidung zwischen Alphabetschriften und anderen Schriftsystemen.

## Verwendung

### Kriterien
Die Kriterien für die Verwendung einer bestimmten Schriftart können sein:
- Verfügbarkeit: Die Windows-Schriften wie Arial zum Beispiel sind gerade deshalb weit verbreitet, weil sie auf jedem Windows-System verfügbar sind und entsprechend formatierte Dokumente auch unter mehreren Benutzern leicht ausgetauscht werden können.
- Emotionale Wirkung: Ein Text kann die unterschiedlichsten Zwecke erfüllen. Entsprechend seiner Aufgabe wird er in einer dazu passenden Schrift gesetzt. Im Verkehrsbereich finden vorwiegend Grotesken, wie die Univers, Anwendung, in belletristischer Literatur wird gerne auf Renaissance-Antiqua wie die Garamond zurückgegriffen, und eine spielerischere Schriftart ist die Comic Sans MS, die auch als „Kinder-Schriftart“ benutzt wird.
- Leserlichkeit: Sie ist wichtig, um ein Buch entspannt lesen zu können oder weiter entfernte Straßenschilder zu entziffern. Das Auge des Lesers muss möglichst leicht die einzelnen Buchstaben eines Textes voneinander trennen und erkennen können. Einfluss auf die Leserlichkeit einer Schrift hat neben der Gestaltung der Wort- und Zeichenzwischenräume auch die Gestalt der Zeichen selbst. So werden für längere auf Papier gedruckte Texte (Mengentext) Antiqua-Schriften empfohlen. Die größere Komplexität der Zeichen ist gerade nicht, wie oft vermutet wird, lesehindernd, sondern steigert ihre Unterscheidbarkeit. Bei der Leserlichkeit kommt es nicht auf Einfachheit, sondern auf Eindeutigkeit der Zeichen an.
- Eignung für digitale Medien: Die Schriftgröße, die auf einem Monitor erscheint, ist nicht festgelegt, sie kann sehr klein sein. Ferner bieten manche Computerbildschirme keine hohe Bildauflösung. Daher eignet sich nicht jede Schriftart für digitale Texte. Mit derartigen Fragen beschäftigen sich die Typografie für digitale Texte und die Webtypografie.

Darstellung eines Pangramm-Textes in verschiedenen Schriftgrößen zur Beurteilung einer Schriftart (in diesem Fall Gill Sans)

### Beurteilung
Zur groben Beurteilung von Schriftarten werden häufig Pangramme verwendet, obwohl sie nicht alle Zeichen eines Zeichensatzes enthalten. Sie enthalten alle Buchstaben des Alphabets ihrer Sprache oder zumindest des lateinischen Grundalphabets (einige davon als Großbuchstaben), aber keine Ziffern und nur wenige Satzzeichen. Beispiele deutsch- und englischsprachiger Pangramme sind:
- Franz jagt im komplett verwahrlosten Taxi quer durch Bayern. (ohne Umlaute und „ß“)
- Falsches Üben von Xylophonmusik quält jeden größeren Zwerg.
- „Fix, Schwyz!“ quäkt Jürgen blöd vom Paß. (Jeder Buchstabe des deutschen Alphabets kommt genau einmal vor.)
- The quick brown fox jumps over the lazy dog.

Daneben wurden Testwörter wie Hamburgefonts erfunden, die auf engstem Raum einen Eindruck von Schriftarten vermitteln sollen.

## Merkmale von Schriftarten

### Serifen

Schriftarten im Vergleich:
Courier und Times mit Serifen, Arial und Verdana ohne Serifen

Eines der grundlegenden Merkmale einer Schrift sind vorhandene oder fehlende Serifen. Dies sind kleine Endstriche an Buchstaben, umgangssprachlich auch „Füßchen“ genannt. Sie bilden eine horizontale Linie, an der sich das Auge des Lesers orientieren kann. Daher eignen sich Serifenschriften, insbesondere die Antiqua, besonders für gedruckten Fließtext (Bücher, Artikel). Schriftklassen mit Serifen sind Antiqua und Egyptienne.
Schriften ohne Serifen werden als Grotesk oder serifenlose Schriften bezeichnet. Sie werden traditionell gerne auf Postern, Plakaten, Schildern usw. eingesetzt, bei denen es darauf ankommt, Text auch auf größere Distanz entziffern zu können. Sie sind für das Lesen auf Computermonitoren besser geeignet, weil Monitore im Vergleich zu einer Druckmaschine eine niedrigere Bildauflösung haben. Bei kleinen Schriftgrößen können Serifen auf Monitoren nicht mehr eindeutig als zum Buchstaben gehörend wahrgenommen werden, so dass sie den Lesefluss eher behindern als fördern. Auch für die Darstellung von gedruckten Fließtexten sind serifenlose Schriften unter Umständen besser geeignet.

### Vertikale Proportionen
Bei den vertikalen Proportionen einer Schriftart geht es vor allem um die Kleinbuchstaben, weil diese in drei „Etagen“ angeordnet sind: Buchstaben wie a, n, x nehmen den mittleren Höhenbereich ein, Buchstaben wie b, d, k haben zusätzlich eine sogenannte Oberlänge, Buchstaben wie g, p, y haben eine Unterlänge (siehe Vierliniensystem).
Insbesondere die von der Schriftart abhängige x-Höhe (die Höhe von Kleinbuchstaben wie a, n, x) hat eine wesentliche Auswirkung auf das Schriftbild, aber auch die anderen Höhenmaße – also die Höhe der Großbuchstaben sowie die Maße der Kleinbuchstaben mit Oberlänge (z. B. b, d, k) beziehungsweise mit Unterlänge (z. B. g, p, y).
Bei vielen Schriftarten sind die meisten Kleinbuchstaben mit Oberlänge etwas höher als die Großbuchstaben, bei anderen Schriftarten sind sie gleich hoch. Das t ist in vielen Schriftarten wiederum etwas kleiner als die anderen Kleinbuchstaben mit Oberlänge. Zu den weiteren Details bei den vertikalen Proportionen zählt die Höhe der Querstriche in Buchstaben wie A, E, H und f.

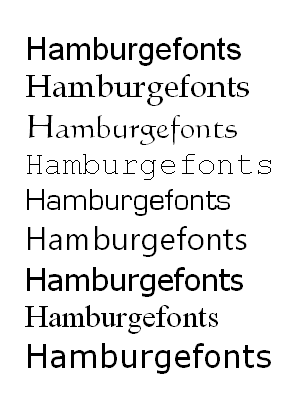
Blindtext Hamburgefonts in einigen Schriftarten mit unterschiedlicher Laufweite

### Laufweite
Die Laufweite ist die horizontale Ausdehnung eines geschriebenen Textes. Sie ergibt sich aus der Breite der einzelnen Buchstaben sowie aus den Abständen zwischen den Zeichen und den Wortabständen. Die Laufweite kann durch verschiedene Maßnahmen reguliert werden: durch die Wahl von schmalen Schriftschnitten (englisch condensed) oder auch breiten Schnitten (englisch extended), ferner durch die Veränderung von Zeichen- und Wortabständen.
Gleichwohl hat eine Schriftart schon im normalen Schriftschnitt (englisch regular) eine bestimmte Laufweite, die hauptsächlich von der Breite der Buchstaben abhängt. Das heißt, Schriftarten sehen mehr oder weniger schmal beziehungsweise breit aus, was ihre Anmutung erheblich beeinflusst.
Die Laufweite spielt beim Schriftsetzen in Büchern, Zeitungen, Magazinen usw. eine große Rolle, da es häufig darum geht, viel Text auf engem Raum unterzubringen. Typische Anwendungsbereiche für breite Schriften sind unter anderem Überschriften, Plakate und Logos.

### Proportionale und nichtproportionale Schriftarten

Proportionale und nichtproportionale Schrift

Im Normalfall sind die einzelnen Zeichen einer Schriftart unterschiedlich breit, ein „w“ nimmt also mehr Platz ein als ein „i“. Solche Schriftarten werden proportional genannt.
Um die Konstruktion von Schreibmaschinen und Computern zu vereinfachen, kamen Schriftarten zum Einsatz, bei denen alle Zeichen dieselbe Breite aufweisen. Diese Schriftarten sind nichtproportional, man nennt sie auch  Monospace-Schriften. Auch in den früher üblichen Computerterminals wurden solche Schriften verwendet. Sie finden nach wie vor vielfach im Bereich der EDV Verwendung. So wird zum Beispiel der maschinenlesbare Teil der Zahlscheine mit der nichtproportionalen Schrift OCR-B bedruckt. Mit ASCII-Art hat sich sogar eine Kunstrichtung entwickelt, die ohne die weite Verbreitung nichtproportionaler Schriften wohl nie entstanden wäre.

## Urheberrechtliches
Der „Rechtsschutz typografischer Gestaltungen“ betrifft folgende Aspekte:
- den Schutz des typographischen Erscheinungsbilds einer Schriftart
- den Schutz von „Fonts“ (Computerschriften), die eine Schriftart implementieren
- den Schutz der Gestaltung von Textsatz und Notenstichbild
- den Schutz von handschriftlichen Schriftarten und Gestaltungen